# Stazione di Esterzili
La stazione di Esterzili è una stazione ferroviaria al servizio del comune di Esterzili (ma compresa nel territorio comunale di Sadali) posta lungo la linea Mandas-Arbatax, utilizzata esclusivamente per i servizi turistici del Trenino Verde.

## Storia
La stazione fu realizzata a nord-ovest dell'abitato di Esterzili dalla Società italiana per le Strade Ferrate Secondarie della Sardegna negli anni novanta dell'Ottocento, venendo inaugurata il 20 aprile 1894 insieme al tronco ferroviario Villanova Tulo-Ussassai, ultimo lotto della Mandas-Arbatax ad essere completato.
Alla gestione SFSS nel 1921 subentrò quella della Ferrovie Complementari della Sardegna, a cui seguì nel 1989 la Ferrovie della Sardegna. Sotto questa amministrazione l'intera Mandas-Arbatax fu destinata, a partire dal 16 giugno 1997, all'impiego per il solo traffico turistico legato al progetto Trenino Verde, fatto che portò alla cessazione dell'utilizzo regolare dello scalo. Da allora la stazione, che dal 2010 è gestita dall'ARST, viene utilizzata quasi esclusivamente nel periodo estivo, restando per il resto dell'anno sostanzialmente priva di traffico.
Nell'agosto 2017 un incendio divampato nell'area circostante ha investito la stazione, danneggiando le strutture (in particolare il fabbricato viaggiatori) rendendola temporaneamente inagibile.

## Strutture e impianti
Posta a valle di Esterzili (distante in linea d'aria un paio di chilometri che diventano sette considerando la tortuosa strada di collegamento) a ridosso della SS 198, la stazione è di tipo passante ed è dotata complessivamente di tre binari a scartamento da 950 mm, di cui il primo di corsa (affiancato da una banchina) ed il secondo di incrocio. Il terzo binario è un tronchino che serviva il locale scalo merci (dismesso), composto anche da un piano caricatore, in passato dotato di copertura. Presente nell'impianto anche un rifornitore idrico del tipo a cisterna metallica su struttura in muratura.
Adiacente al piano caricatore è ubicato il fabbricato viaggiatori della stazione (chiuso al pubblico), una costruzione a pianta rettangolare con sviluppo su due piani più tetto a falde in laterizi, dotata di tre accessi sul lato binari.

## Movimento
Dall'estate 1997 la stazione è utilizzata esclusivamente per il traffico turistico ed è attiva principalmente tra la primavera e l'autunno: nell'estate 2016 lo scalo era servito da una coppia di corse giornaliera per Mandas e Seui sei giorni alla settimana. Ulteriori treni sono di norma calendarizzati nel periodo primaverile ed autunnale, mentre nel corso dell'intero anno la stazione è utilizzabile per eventuali treni espletati su richiesta di comitive di turisti.

## Servizi
Nel fabbricato viaggiatori dell'impianto erano presenti fino al 2017 una sala d'attesa ed i servizi igienici.

## Interscambi
Dinanzi alla stazione è presente una fermata delle autolinee dell'ARST, che permettono il collegamento con vari centri del circondario, oltre che con la stazione di Isili e con Cagliari.
- Fermata autobus